# Vencer el pasado
Vencer el pasado —estilizado Vencer el p@sado— es una telenovela producida por Rosy Ocampo para Televisa en el 2021, siendo la tercera entrega de la franquicia Vencer. Se estrenó por Las Estrellas el 12 de julio de 2021 en sustitución de ¿Qué le pasa a mi familia? y finalizó el 5 de noviembre del mismo año siendo reemplazado por Mi fortuna es amarte.
Está protagonizada por Angelique Boyer, Sebastián Rulli, Erika Buenfil, Arantza Ruiz y Ana Paula Martínez, junto con África Zavala, Matías Novoa, Leonardo Daniel, Roberto Blandón y Horacio Pancheri en los roles antagónicos. Acompañados también por Diego Olivera,  Ferdinando Valencia, Gabriela Rivero, Manuel "Flaco" Ibáñez, Leticia Perdigón y Otto Sirgo.

## Reparto
A lo largo del mes de abril de 2021, se fue revelando los miembros del reparto general por medio de las cuentas oficiales de la productora Rosy Ocampo en las redes sociales.

### Principales
- Angelique Boyer como Renata Sánchez Vidal / Alondra Mascaró Martínez
- Sebastián Rulli como Darío Valencia Grimaldi / Mauro Álvarez[15]
- Erika Buenfil como Carmen Medina de Cruz
- África Zavala como Fabiola Mascaró Zermeño
- Manuel "Flaco" Ibáñez como Camilo Sánchez
- Leticia Perdigón como Sonia Vidal de Sánchez
- Ferdinando Valencia como Javier Mascaró Zermeño
- Horacio Pancheri como Alonso Cancino[16]
- Diego Olivera como Lucio Tinoco
- Otto Sirgo como Eusebio Valencia
- Valentina Buzzurro como Gemma Corona Albarrán
- Jade Fraser como Cristina Durán Bracho
- Arantza Ruiz como Mariluz Blanco Martínez
- Gabriela Rivero como Brenda Zermeño de Mascaró[17]
  - Maya Ricote interpretó a Brenda de joven
- Roberto Blandón como Heriberto Cruz Núñez
- Cynthia Alesco como Ana Solís
- Arena Ibarra como Natalia Raitelli
- Luis Curiel como Rodrigo Valencia
- Miguel Martínez como Erik Sánchez Vidal[18]
- Sebastián Poza como Ulises Cruz Medina
- Iván Bronstein como Isidro Roca Benavides
- Alberto Lomnitz como Arturo Álvarez
- Eugenio Montessoro como Norberto Correa
- Ana Paula Martínez como Danna Cruz Medina
- André de Regil como Oliver Cruz Medina
- André Real como Juan Pablo «Juanpa» Tinoco
- Camila Nuñez como Wendy Tinoco
- María Perroni como Rita Lozano
- Leonardo Daniel como Lisandro Mascaró
  - Patricio de Rodas interpretó a Lisandro de joven
- Fernanda Borches como Prisila
- Arcelia Ramírez como Inés Bracho

### Recurrentes e invitados especiales
- Claudia Álvarez como Ariadna López Hernández de Falcón[19]
- Matías Novoa como Claudio Fonseti[20]
- Dacia González como María «Mary»
- Beatriz Moreno como Efigenia Cruz «Doña Efi»
- Andrés Vásquez como Dimitrio «Dimi» Pacheco
- Carlos Bonavides como el Padre Antero
- Gabriela Núñez como Zoila Martínez de Blanco
- Ignacio Guadalupe como Gaudencio Blanco
- Andrea Locord como Norma Blanco Martínez
- Elías Toscano como Benito
- Cruz Rendel como Eleazar Tolentino
- Fernando Manzano Moctezuma como José Blanco Martínez
- Ricardo Manuel Gómez como Marco Blanco Martínez
- Alejandra Ley como Yolanda Romero Gómez
- Camila Rivas como Larisa
- Xavier Cervantes como Silvano Fonseti
- José Remis como Samuel «Samy»
- Roberto Tello como Delfino
- Clarisa González como Miriam
- Karina Kleinman como Teresa «Tere»
- Enrique Madrid Mendoza como Moisés González
- Gloria Izaguirre como Doña Minerva
- María Prado como Nieves Ochoa[21]
- Jonathan Ontiveros como Regino «Gino» González
- Lourdes Munguía como Yaelí Martínez «La hermana Claridad»

## Producción
La telenovela fue anunciada el 12 de enero de 2021. La telenovela inició grabaciones el 8 de abril de 2021, confirmando la participación especial de Jade Fraser, Claudia Álvarez y Valentina Buzzurro, protagonistas de las entregas pasadas —Vencer el miedo y Vencer el desamor, respectivamente— así como de Beatriz Moreno y Carlos Bonavides, quienes vuelven a retomar sus personajes, tras participar consecutivamente en las entregas pasadas. El 30 de abril de 2021, Televisa lanzó un comunicado de prensa en donde confirma a Angelique Boyer, Erika Buenfil, Arantza Ruiz y Ana Paula Martínez, como las cuatro protagonistas femeninas de la historia. En mayo de 2021, la telenovela fue presentada en el Up-front de Univision para la temporada de televisión 2021-22. Las producción finalizó grabaciones el 28 de agosto de 2021.

## Audiencias
| Temporada | Horario (CT)                     | Episodios | Primera emisión     | Primera emisión      | Última emisión         | Última emisión       | Prom. de espectadores (millones) |
| Temporada | Horario (CT)                     | Episodios | Fecha               | Audiencia (millones) | Fecha                  | Audiencia (millones) | Prom. de espectadores (millones) |
| --------- | -------------------------------- | --------- | ------------------- | -------------------- | ---------------------- | -------------------- | -------------------------------- |
| 1         | Lunes a viernes 20:30 - 21:30 h. | 85        | 12 de julio de 2021 | 3.3                  | 5 de noviembre de 2021 | 4.4                  | 3.6                              |

## Premios y nominaciones

### TV Adicto Golden Awards 2021
| Categoría                          | Nominados                                                                                           | Resultado |
| ---------------------------------- | --------------------------------------------------------------------------------------------------- | --------- |
| Mejor escenografía y utilería      | Mejor escenografía y utilería                                                                       | Ganadora  |
| Mejores créditos de entrada        | Mejores créditos de entrada                                                                         | Ganadora  |
| Mejor selección de canciones       | Mejor selección de canciones                                                                        | Ganadora  |
| Mejor actor en un papel secundario | Iván Bronstein                                                                                      | Ganador   |
| Mejor villano                      | Leonardo Daniel                                                                                     | Ganador   |
| Revelación masculina               | Sebastián Poza                                                                                      | Ganador   |
| Revelación femenina                | Arantza Ruiz                                                                                        | Ganadora  |
| Mejor estrella femenina            | Angelique Boyer                                                                                     | Ganadora  |
| Mejor protagonista masculino       | Sebastián Rulli                                                                                     | Ganador   |
| Mejor historia original            | Humberto Robles, Gerardo Pérez Zermeño, Luis Gamboa Gangoiti, Cecilia Oviedo y Claudia Caro Cabello | Ganadores |